# Gran Hesse
Gran Hesse (en alemán: Groß-Hessen) fue el nombre provisional dado a una sección del territorio de Alemania creado por la administración militar estadounidense al final de la Segunda Guerra Mundial. Fue formado por el Consejo de Control Aliado el 19 de septiembre de 1945 y se convirtió en el moderno estado federado alemán de Hesse el 1 de diciembre de 1946.

## Formación
Gran Hesse fue formado de partes de dos estados alemanes que fueron disueltos al fin de la Segunda Guerra Mundial:
- La parte al este del Rin del Estado Popular de Hesse: las provincias del Alto Hesse (Oberhessen, capital: Gießen) y Starkenburg (capital: Darmstadt).
- Las provincias prusianas de Hesse (capital: Kassel) y Nasáu (capital: Wiesbaden). Estas dos provincias fueron formadas por la división de la provincia de Hesse-Nassau en 1944.

El resto de la provincia de Hesse, que comprendía el Hesse Renano (Rheinhessen, capital: Maguncia) y la parte occidental de la provincia de Nasáu (que contenía el Westerwald, parte de la cordillera Taunus y la desembocadura del río Lahn en el Rin) se convirtieron en parte de la zona de ocupación francesa y finalmente en parte del moderno estado federado de Renania-Palatinado. La separación del Hesse Renano del Gran Hesse provocó que Maguncia perdiera los seis distritos al este del río Rin, a pesar de que todavía hoy son nombrados como parte de Maguncia —como Maguncia-Kastel, ahora un distrito de Wiesbaden.
También tuvieron lugar pequeños cambios territoriales. El enclave de Bad Wimpfen, que previamente había pertenecido a la provincia de Hesse de Starkenburg, se convirtió en parte de la administración estadounidense de Wurtemberg-Baden. Una pequeña parte de la provincia prusiana de Hesse, que contenía la población de Schmalkalden, quedó dentro de la zona de ocupación soviética y se convirtió en parte del estado de Turingia.
Este nuevo territorio fue denominado Hesse porque la mayor parte del territorio que comprendía previamente había pertenecido a Estados sucesores del Landgraviato de Hesse, que fue dividido en 1567.

## La nueva capital de Hesse
La proclamación No. 2 del Consejo de Control Aliado que declaraba el territorio que debía comprender Gran Hesse no especificaba la capital. Se consideraron cuatro ciudades para la nueva capital:
- Fráncfort, antigua ciudad imperial (anexada por Prusia en 1866), era con diferencia la mayor ciudad en la nueva región. Por su papel en las elecciones imperiales durante el Sacro Imperio Romano Germánico y como sede del consejo federal de la Confederación Germánica (véase parlamento de Fráncfort), fue considerada una candidata ideal para la futura capital nacional de la Alemania Occidental en ausencia de un Berlín unificado. Sin embargo, Fráncfort declinó su posición como capital del estado de Hesse debido a que nunca había formado parte del territorio de Hesse durante su historia y se creyó que la ciudad no podría identificarse lo suficiente con la nueva región. Otra razón para no ser adecuada como capital del estado era el hecho de que la mayor parte de la ciudad había sido destruida por los bombardeos aliados durante la guerra.
- Darmstadt, la antigua capital de Hesse, también fue considerada inadecuada a causa de los daños sufridos durante la guerra.
- Kassel, la capital de la provincia prusiana de Hesse también fue calificada de inadecuada, no solo por los daños de guerra sufridos, sino también por su localización periférica en el norte de la nueva región.
- Wiesbaden, la capital de la provincia prusiana de Nasáu, sufrió relativamente menores daños durante la guerra. Esto, combinado con su localización dentro del área metropolitana Rin-Meno y el hecho de que ya era una sede regional de la administración militar estadounidense, hicieron de Wiesbaden la mejor opción.

El 12 de octubre de 1945, fue anunciada la primera directiva organizativa del Gran Hesse (Organisationsverfügung Nr. 1). El punto número uno de esta directiva declaraba que la capital civil del Gran Hesse sería Wiesbaden, efectivo desde el mediodía de ese día.

## Administración
Además del establecimiento de Wiesbaden como nueva capital de Hesse, el 12 de octubre de 1945 vio el ascenso del profesor de instituto de secundaria Karl Geiler como ministro-presidente. Geiler reemplazó al político del SPD Ludwig Bergsträsser, que sirvió como ministro-presidente en funciones por solo un mes, y permanecería en el puesto hasta que un sucesor pudiera ser elegido democráticamente.
El 22 de noviembre de 1945 fue introducida la constitución del Gran Hesse (Staatsgrundgesetz des Staates Groß-Hessen). Esta constitución fue sustituida el 1 de diciembre de 1946 con el establecimiento del moderno estado de Hesse. El día en que fue establecido el estado de Hesse, tuvieron lugar las primeras elecciones legislativas en el estado, que llevaron a la elección el 20 de diciembre de Christian Stock como el primer ministro-presidente democráticamente elegido de Hesse.